# Mary Dambiermont
Mary Dambiermont, née le 19 mai 1932 à Liège et morte en 1983 à Bruxelles, est une dessinatrice, peintre et artiste belge, qui exécuta surtout des tapisseries et des vitraux.

## Biographie
Formée à l'Académie Royale des Beaux-Arts de Bruxelles de Jacques Maes et d'Anto Carte,. Elle commence par la création de costumes et de décors pour le théâtre. Ses débuts en tapisserie se font en 1956 et préludent, dès 1957, à une collaboration étroite avec la maison Braquenié. Elle expose douze tapisseries au Pavillon des Métiers d'Art de l'Exposition universelle de Bruxelles de 1958,, participe à l'exposition itinérante des arts appliqués européens aux États-Unis (d'avril 1961 à octobre 1963) et représente la Belgique aux Biennales internationales de la tapisserie de Lausanne de 1962 et 1965. Elle séjourne en Sicile en 1961 et aux États-Unis en 1967. À partir de 1974, « elle se consacre à des peintures de grand format aux couleurs éclatantes »,.

## Œuvre
Elle développe dans ses tapisseries et le reste de son œuvre « un univers bucolique propre, stylisé en arabesques décoratives »,, et quelquefois peuplé de personnages, souvent féminins, qui déambulent dans des paysages oniriques, comme le décrit avec justesse Georges Fabry: « [...] Les réalisations de Mary Dambiermont nous plongent, en effet, dans un monde qui semble prolonger celui des symbolistes : un monde fait de forêts enchantées, d'elfes, d'étangs calmes, de hiboux aux aguets, de fleurs largement déployées et de jeunes filles mystérieuses, plus proches des héroïnes de la mythologie que des femmes d'aujourd'hui. »
Pour sa part, Danièle Guillemon souligne le rôle prépondérant de la nature dans les œuvres de l'artiste: « [...] Déambulant parmi les roseaux et les arbres, les forêts où feuillages et branchages s'entremêlent en de puissants et inextricables réseaux, les personnages de Mary Dambiermont sont rendus à leur milieu ambiant : une nature non pas domestiquée mais en état de perpétuel jaillissement et d'épanouissement. » Gisèle Ollinger-Zinque détecte également des « motifs d'inspiration végétale », mais elle ajoute que les tapisseries de l'artiste sont « empreintes de silence et de poésie ».
Des œuvres de Mary Dambiermont sont exposées au Sénat (Bruxelles), au Ministère de la Culture (Bruxelles), à l'Académie royale des Sciences, Lettres et Beaux-Arts (Bruxelles), à la collection communale de Molenbeek-Saint-Jean et à l'Église Saint-Julien (Auderghem).

## Expositions
La liste des expositions est établie d'après Paul Caso.

### Expositions personnelles
- 1958 : Mary Dambiermont: tapisseries, vitraux et mosaïques, Galerie d'Egmont, Bruxelles.
- 1960 : Mary Dambiermont, du 18 novembre au 15 décembre, Galerie Dautzenberg, Paris (France)[7].
- 1962 : Mary Dambiermont: les oiseaux, Galerie Potterat, Lausanne (Suisse).
- 1964 : Mary Dambiermont, Galerie Art Présent, Nîmes (France).
- 1966 : Tapisseries, Mary Dambiermont: l'enclos, du 4 au 13 mars, Galeries Albert I, Bruxelles[8].
- 1968 : Mary Dambiermont, Galerie du cercle artistique, Tournai (Hainaut).
- 1969 : Mary Dambiermont, Galerie Dautzenberg, Paris (France) ; Mary Dambiermont, Abbaye de Tournus, Tournus (France).
- 1970 : Mary Dambiermont: tapisseries, gouaches et dessins, Galerie des Métiers d'Art de la province de Brabant, Bruxelles.
- 1971 : Mary Dambiermont, Galerie des Métiers d'Art de la ville de Liège, Liège ; Mary Dambiermont: tapisseries et dessins, Galerie d'Egmont, Bruxelles ; Mary Dambiermont, Château de Val, Bort-les-Orgues (France).
- 1973 : Mary Dambiermont: tapisseries et dessins, Château féodal d'Écaussines-Lalaing, Écaussinnes (Hainaut) ; Mary Dambiermont: tapisseries et dessins, The Union International Club, Francfort (Allemagne) ; Mary Dambiermont: tapisseries et dessins, Abbaye d'Affligem, Affligem (Brabant flamand).
- 1974 : Mary Dambiermont: tapisseries et dessins, École de Piano Redaëlli, Waterloo (Brabant wallon) ; Tapisseries, Mary Dambiermont, du 15 au 27 novembre, Galeries Albert I, Bruxelles[8].
- 1975 : Mary Dambiermont: peinture, École de Piano Redaëlli, Waterloo (Brabant wallon).
- 1984 : Hommage à Mary Dambiermont, Domaine de la Lice, Ancienne Église Saint-André, Liège[9].

### Expositions collectives
- 1958 : Het moderne wandtapijt in België, Zaal "Onder de toren", Hasselt (Limbourg).
- 1959 : Voortbloei der tapisserie in Aubusson, Textiel Museum, Tilburg (Pays-Bas) ; La tapisserie contemporaine en France et en Flandre, Centre Culturel, Malines (Anvers) ; Œuvres acquises par l'État, Palais des Beaux-Arts, Bruxelles ; Belgisches künsthandwerkliche Ausstellung, Kongresshalle, Berlin (Allemagne).
- 1960 : Moderne wandtapijten uit franse en belgische ateliers, Stedelijk Concertgebouw, Bruges (Flandre-Occidentale) ; Les fleurs dans les tapisseries anciennes et modernes, Palais des Floralies, Gand (Flandre-Orientale) ; Belgian handicrafts, Montréal (Canada).
- 1961 : Artists-Craftsmen of Western Europe, d'avril 1961 à octobre 1963, Museum of Contemporary Craft à New-York, puis Allentown, Richmond, Baltimore, Cleveland, Minneapolis, Kansas City, Colorado Springs, Fort Worth, Pittsburgh et Philadelphie (États-Unis) ; Noir et Blanc, Galerie d'Egmont, Bruxelles ; Art sacré contemporain, Cathédrale de Tournai, Tournai (Hainaut) ; Tapisseries de trois jeunes artistes liégeois, Musée de l'Art wallon, Liège ; Jeune Art Belge, Pouhon Pierre le Grand (Festival de Spa), Spa (Liège) ; La tapisserie belge d'aujourd'hui, Palais des Beaux-Arts de Charleroi (Hainaut) et Musée des Beaux-Arts de Verviers (Liège) ; 250e anniversaire de l'Académie Royale des Beaux-Arts de Bruxelles, Palais des Beaux-Arts, Bruxelles ; Artisanat belge, Munich (Allemagne) ; Artisanat belge, Montréal, puis Québec, Granby, Arvida, Trois-Rivières et Sherbrooke (Canada).
- 1962 : Artists-Craftsmen of Western Europe, d'avril 1961 à octobre 1963, Museum of Contemporary Craft à New-York, puis Allentown, Richmond, Baltimore, Cleveland, Minneapolis, Kansas City, Colorado Springs, Fort Worth, Pittsburgh et Philadelphie (États-Unis) ; 52 tapisseries de Mary Dambiermont et Fernand Schlegel, du 14 avril au 5 mai, Salons de la résidence du Louvre, Menton (France)[10]; 1ière Biennale internationale de la tapisserie de Lausanne, de juin à septembre, Palais de Rumine, Lausanne (Suisse)[4]; Art belge 62, Bruxelles ; Tapisseries modernes d'Aubusson, Paris (France) ; Lumière d'été, Galerie Iris, Paris (France) ; Tapisseries anciennes et modernes en Belgique, Athènes (Grèce) ; Exposition internationale "Formes nouvelles", Stuttgart (Allemagne) ; Creative design, Saint-Louis et La Nouvelle-Orléans (États-Unis).
- 1963 : Artists-Craftsmen of Western Europe, d'avril 1961 à octobre 1963, Museum of Contemporary Craft à New-York, puis Allentown, Richmond, Baltimore, Cleveland, Minneapolis, Kansas City, Colorado Springs, Fort Worth, Pittsburgh et Philadelphie (États-Unis) ; Moderne Wandteppiche und Keramiken aus Belgien, Oesterreichisches Museum für angewandte Künst, Vienne (Autriche) ; Céramiques et tapisseries belges contemporaines, Istambul et Ankara (Turquie) ; Künsthandwerk aus Brabant, Niederoesterreichisches Landes Museum, Vienne (Autriche) ; Peintres et paysages brabançons, galerie l'Escalier, Orléans (France) ; Rénovation de la Tapisserie, Maison de la culture, Laon (France) ; Exposition internationale de tapisseries contemporaines, Château de Culan, Culan (France).
- 1964 : Jeune art du Brabant: peintures et tapisseries, du 14 au 26 février, Galeries Albert I, Bruxelles[8] ; Udstilling af moderne belgiske gobeliner og kreamikker, Aarhus et Copenhague (Danemark) ; Les peintres de la mer, Palais des Beaux-Arts, Bruxelles ; Œuvres acquises par l'État, Palais des Beaux-Arts, Bruxelles ; L'arbre et la forêt, centre culturel d'Avionpuits, Esneux (Liège) ; Modernes belgisches Künstgewerbe, Cologne (Allemagne) ; Tapeçarias et cerâmicas contemporâneas belgas, Musée Machado de Castro, Coimbra (Portugal) ; Tapeçarias et cerâmicas contemporâneas belgas, Sociedade Nacional de Belas Artes, Lisbonne (Portugal).
- 1965 : 2e Biennale internationale de la tapisserie de Lausanne, de juin à septembre, Palais de Rumine, Lausanne (Suisse)[4]; Aubusson 65, musée d'Arras, Arras (France) ; Métiers d'art au Brabant, Baden (Autriche) ; Métiers d'art au Brabant, Nüremberg (Allemagne) ; Tapisseries et céramiques belges contemporaines, Maison de la culture, Bourges (France) ; Tapisseries et céramiques belges contemporaines, Musée Fabre, Montpellier (France) ; Belgische Wandtapijten, Singer Museum, Laren (Pays-Bas) ; Dessins belges, Moscou (musée Pouchkine), Minsk, Riga, Leningrad (musée de l'Ermitage) (Russie).
- 1966 : Maîtres tapissiers d'Aubusson, Grenoble (France) ; Salon international des femmes peintres et sculpteurs, Musée d'Art wallon, Liège ; Métiers d'art du Brabant, Galerie Dautzenberg, Paris (France) ; Métiers d'art du Brabant, Het Sterckshof, Deurne (Anvers) ; Hedendaagse tapijtweefkunst, Oud Hospitaal, Alost (Flandre-Orientale) ; Dessins d'artistes brabançons, galerie l'Escalier, Bruxelles ; Arazzi contemporanei del Belgio, festival de Faenza, Faenza (Italie) ; Belgické keramiky a gobelinù, Prague (Tchéquie) ; Métiers d'art des pays du Benelux, Utrecht (Pays-Bas).
- 1967 : Exposition internationale d'art appliqué, Florence (Italie) ; Femmes peintres et sculpteurs, Château du Karreveld, Bruxelles ; La tapisserie moderne à Malines, galerie "Les Métiers d'Art", Liège ; Dessins d'aujourd'hui, galerie l'Escalier, Bruxelles ; Wandtapijten van gotiek tot abstrakt, Abbaye St-Pierre, Gand (Flandre-Orientale) ; Tapisseries et céramiques belges contemporaines, Dubrovnik, Rijeka et Belgrade (Yougoslavie) ; Tapisseries et céramiques belges contemporaines, Graz (Autriche).
- 1968 : L'art de la tapisserie, Tournus (France) ; Les métiers d'art en Belgique, aux Pays-Bas et au Luxembourg, Ostende (Flandre-Occidentale) ; Artistes liégeois contemporains, Spa (Liège), Namur et Charleroi (Hainaut); Ceramica y Tapiceria Contemporanea Belga, Barcelone (Espagne).
- 1969 : Tapisseries et céramiques belges contemporaines, Stavelot (Liège) et Bruxelles ; Ausstellung Internationales Künsthandwerk 1969, Stuttgart (Allemagne) ; Contemporary belgian tapestries, National Gallery, Le Cap et Prétoria Art Museum, Prétoria (Afrique du Sud) ; Brabant 5, Bruxelles.
- 1970 : Tapisseries et Céramiques Belges contemporaines, Dubrovnik (Yougoslavie) ; Tapisseries et Céramiques Belges contemporaines, Varsovie (Pologne) ; Forum National des Métiers d'Art, Abbaye Saint-Pierre, Gand (Flandre-Orientale).
- 1971 : Cinq Peintres Cartonniers brabançons, Galerie Alpha, Bruxelles ; Exposition de tapisserie jumelée avec la création de "Nijinsky", "Clown de Dieu", ballet de Maurice Béjart à Bruxelles.
- 1972 : Tapisseries Belges contemporaines, Musée de la Chartreuse, Douai (France) ; Tapisseries Belges contemporaines, Église Saint-Georges de Limbourg, Liège ; Tapisseries du Brabant, Vincennes (France) ; Tapisseries de Malines, Abbaye Saint-Pierre, Gand (Flandre-Orientale).
- 1973 : Tapisseries belges modernes, Lille (France) ; Tapisseries belges modernes, novembre, Arti et Amicitiae, Amsterdam (Pays-Bas)[11]; Artisans d'Aubusson, Paris (France) ; Tapisseries et Peintures, Commanderie des Templiers de Villers-le-Temple, Nandrin (Liège) ; Le Paysage dans l'Art Belge, Vieuxville (Liège) ; Tapisserie Belge contemporaine, Musée de Mons, Mons (Hainaut) ; Autour d'Edgar Tytgat: gravures, œuvres sur papier, peintures et sculptures, du 14 au 27 décembre, Galeries Albert I, Bruxelles[8].
- 1974 : Tapisserie Belge contemporaine, Musée de la Vie Wallonne, Liège ; Tapisserie Belge contemporaine, Musée de la Culture, Namur ; Tapisserie Belge contemporaine, Musée des Beaux-Arts, Verviers (Liège) ; Salon d'hiver: gravures, œuvres sur papier, peintures et sculptures, du 13 décembre au 9 janvier 1975, Galeries Albert I, Bruxelles[8].
- 1975 : Salon d'hiver: gravures, œuvres sur papier, peintures et sculptures, du 12 décembre au 14 janvier 1976, Galeries Albert I, Bruxelles[8].
- 1976 : Imagination et réalité: gravures, œuvres sur papier, peintures et sculptures, du 17 décembre au 5 janvier 1977, Galeries Albert I, Bruxelles[8].
- 1977 : 25e anniversaire: gravures, œuvres sur papier, peintures, sculptures et tapisseries, du 16 décembre au 11 janvier 1978, Galeries Albert I, Bruxelles[8].
- 1983 : Tapisseries contemporaines, du 9 au 21 septembre, Galeries Albert I, Bruxelles[8].
- 1986 : 1re grande rétrospective de la tapisserie contemporaine en Belgique: Hommage à Mary Dambiermont, Michel Holyman, Jean Van Noten et Julien Van Vlasselaer, Domaine de la Lice, Mons (Hainaut)[9].
- 1990 : Itinéraires XII, autour de Marguerite Antoine: gravures, œuvres sur papier, peintures et sculptures, du 14 décembre au 8 janvier 1991, Galeries Albert I, Bruxelles[8].
- 1999 : Itinéraires XXI, autour de Mary Dambiermont: gravures, œuvres sur papier, peintures et sculptures, du 3 au 30 décembre, Galeries Albert I, Bruxelles[8].

## Prix et distinctions
Liste des prix et distinctions établie d'après Paul Caso:
- 1954 : Grand Prix de la Maîtrise de la ville de Bruxelles ; Médaille du Gouvernement Belge, lauréate du concours de vitraux pour le siège de la F.A.O. (Food and Agriculture Organization of the United Nations) à Rome ; premier prix au concours de la Commission Nationale des Métiers d'Art avec le carton de tapisserie "Le Marché".
- 1955 : prix "Constand Montald"[1],[2].
- 1957 : prix de la classe des beaux-arts du Palais des Académies ; prix d'art décoratif de la province du Brabant.
- 1958 : "Les Vendanges" est distinguée par le jury international à l'exposition "Arts appliqués et Métiers d'Art Belges" (Exposition universelle de Bruxelles de 1958)[1],[2].
- 1959 : prix Koopal.
- 1962 : prix d'art décoratif au salon international des femmes peintres et sculpteurs au Musée d'Art moderne de Paris.
- 1963 : membre du Conseil National des Arts Plastiques (UNESCO)[1],[2].
- 1964 : représente les métiers d'art belges au premier congrès du World Crafts Council à New York.
- 1966 : panelist au deuxième congrès international du World Crafts Council.
- 1968 : invitée à représenter la Belgique au troisième Congrès Mondial des métiers d'art à Lima.
- 1969 : membre de la Commission Centrale des métiers d'art de l'I.E.S.C.M.

## Réception critique
« L'art de Dambiermont est celui d'un élan perpétuel de poésie, de mystère, de sacré tenu en laisse par une main de maître. Ni facilité, ni charme ne trouvent place dans cette volée de formes qui prennent possession de l'espace comme résonnent les cloches d'un donjon. Ajoutez à ce graphisme la sobriété de couleurs admirablement équilibrées et vous aurez l'essence d'un art merveilleux dont Mary Dambiermont détient le secret tant dans son œuvre de cartonnière que de peintre et d'aquarelliste. »

— K. Lara (cité par Paul Caso)

« Avec plus de trois cents œuvres dispersées dans le monde entier, Mary Dambiermont a très certainement participé à l'active rénovation de la tapisserie belge. Elle expose [...] un nombre important de ces tapisseries qui apparaissent un peu comme les fragments isolés de ce même et fabuleux jardin qu'elle n'a cessé de tisser depuis qu'elle a débuté dans la technique de basse lice. Un jardin où les références constantes avec le réel se prêtent à une stylisation poussée, tout à fait caractéristique de sa manière : enclos privilégiés où la nature prolifère à l'aise parmi des figures qui ont gardé quelque chose de la grâce hiératique de la gente société du Moyen Âge. »

— Danièle Guillemon (citée par Paul Caso)